# На лепом плавом Дунаву (филм)
На лепом плавом Дунаву је српски филм из 2008. године. Режирао га је Дарко Бајић, по сценарију Небојше Ромчевића.
Филм је премијерно приказан 2. марта 2008. године.

## Радња
Радња овог филма се одвија на луксузном броду током дводневног путовања од Беча ка Београду, где исцрпљени и фрустрирани људи из западне Европе долазе да се опусте и склапају послове (уз помоћ алкохола, забаве и секса) са младом источноевропском посадом која покушава да заради довољно новца за бег од својих малих, безначајних живота.
Курве, малограђани, Исток, либерали, православци, Запад, жене, уметници, первертити, мушкарци, католици, богати, очајни у још једном коначном обрачуну "На лепом плавом Дунаву". Преплитање прича које почињу у сумрак, испловљавањем брода, а кулминирају у свитање, ствара слику Вавилонске куле на води. Иако наизглед жестоко сукобљени, људи Истока и Запада деле истоветне малограђанске снове и потрошачку утопију. Уз мелодију химне "На лепом плавом Дунаву" дешавају се мала херојства, велике жртве и бесмислене издаје; у ковитлацу илузије слободе чине једино могуће – задовољавају глад, жеђ и похоту. У постхеројској, постестетској, постдуховној фази преживео је само један сан: потреба за љубављу.

## Улоге
| Глумац                | Улога                 |
| --------------------- | --------------------- |
| Тим Сејфи             | Шеф ниоткуд           |
| Мики Манојловић       | Карл из Шведске       |
| Ана Франић            | Саша из Србије        |
| Мајкл Пиксирили       | Ноа из Енглеске       |
| Бранислав Лечић       | Хорст из Немачке      |
| Драган Николић        | издавач из Француске  |
| Бојана Маљевић        | Маријана из Словеније |
| Јелена Гавриловић     | Нина из Русије        |
| Горан Јевтић          | Јачек из Пољске       |
| Иван Босиљчић         | Васил из Румуније     |
| Ана Маљевић           | Јана из Чешке         |
| Урсула Готвалд        | Герда из Немачке      |
| Сара-Лавина Шмидбауер | Хана из Немачке       |
| Корнелија Де Паблос   | Елке из Немачке       |
| Александар Лазић      | Јоргос из Грчке       |

## Брод Крајина
Током снимања овог филма изгорео је краљевски брод "Драгор", касније "Крајина", од непроцењиве историјске вредности за Републику Србију.